# Райнгарт Козеллек
Ра́йнгарт Козе́ллек нім. Reinhart Koselleck; 23 квітня 1923, Герліц — 3 лютого 2006, Бад-Ейнгаузен у Північному Рейні-Вестфалії) — німецький історик та теоретик історичної науки. Основоположник впливового в історіографії напряму — історії понять.

## Біографія
Народився в учительській родині. З 1941 року в лавах німецької армії. Воював на Східному фронті, потрапив у полон, в 1944 — 1945 роках перебував у військовому таборі в місті Караганда.
У 1947 — 1953 роках навчався в Гайдельберзькому університеті та Бристольському університеті. Серед його викладачів були Мартін Гайдеггер, Карл Шмітт, Ганс-Георг Гадамер, Альфред Вебер, Карл Льовіт, Вернер Конце та інші. 1954 року захистив дисертацію в Гайдельберзі «Критика і криза», присвячену занепаду моралі в буржуазному суспільстві епохи Просвітництва (праця була перекладена англійською, іспанською, італійською та французькою мовами).
У 1954 — 1956 роках працював запрошеним викладачем у Бристольському університеті. З 1960 року став постійним співробітником «Arbeitkreis für Moderne Sozialgeschichte» («Творчої групи сучасної соціальної історії») в Гайдельберзі. 1986 року, після смерті В.Конце, став її керівником.
1965 року захистив габілітаційну дисертацію на тему «Пруссія між реформою і революцією», в якій на основі аналізу прусського законодавства, права і системи адміністративного управління дійшов висновку, що в Пруссії в 19 столітті збіглися в часі процеси індустріалізації та соціальної модернізації, які зумовили її піднесення і «укорінення» в ній майбутніх соціальних і політичних суперечностей.
З 1966 року обіймав посаду професора політичних наук в Рурському університеті міста Бохума. Активно працював у комісії із заснування Білефельдського університету, який після відкриття 1971 року став провідним центром міждисциплінарних досліджень та розвитку теоретичних проблем історичної науки. У 1968—1974 роки працював ординарним професором нової історії Гайдельберзького університету.
З 1974 і до останніх днів життя працював у Білефельдському університеті, спершу на посаді професора теорії історії, а згодом очолив Центр міждисциплінарних досліджень, з 1989 року був почесним сенатором Білефельдського університету.
Плідно співпрацював з провідними світовими університетами та науковими центрами, не раз запрошувався ними, зокрема: 1978 — Токійським університетом, 1979 і 1982 — Паризьким університетом, 1986 і 1988 — Новою школою соціальних досліджень у Нью-Йорку, 1992 — Колумбійським університетом, 1998 — Нідерландським інститутом поглиблених досліджень в гуманітарних і соціальних науках. Був членом багатьох наукових академій і коледжів, зокрема: Гайдельберзької й Геттінгенської Академій наук, Історичної комісії при Баварській Академії наук в Мюнхені, Британської академії, Наукового коледжу в Берліні, Колегіуму в Будапешті.
1989 року став почесним доктором Амстердамського університету. З 1993 року був науковим консультантом Берлінсько-Бранденбурзького інституту німецько-французької співпраці в Європі (BBI), в останні місяці життя очолював тут великий науковий проект «Європейська спільнота в контроверзах».
1993 року був нагороджений почесною медаллю Школи гуманітарних досліджень соціальних наук у Парижі, 1998 року обраний почесним членом Угорської Академії наук, 1999 року отримав Премію Зигмунда Фрейда за наукову прозу.
У червні 2000 року брав участь в українсько-німецькому колоквіумі «Історичні пошуки ідентичності», виголосив доповідь «Політичний культ мертвих. Пам'ятники воїнам у новий час», яка була частиною його великого наукового проекту з дослідження політичної іконографії.
2003 року став почесним доктором Університету Париж VII. Цього ж року одержав «Премію з історії» від міста Мюнстера.
Помер 2 лютого 2006 року в Бад-Айнгаузені (земля Північний Рейн-Вестфалія).

## Науковий доробок
Найбільший фахівець з теорії історії, історичної антропології, історії понять, соціальної історії та історії права.
З 1970-х років спільно з О. Бруннером та В. Конце став одним з ініціаторів, видавців та найактивніших авторів багатотомного видання «Geschichtliche Grundbegriffe» («Фундаментальні історичні поняття»), яке мало великий вплив на розвиток історичної науки та започаткувало створення німецької школи історичної семантології (див. Історія понять).
Спільно з Й. Рюзеном, Ю. Кокою та В. Шульцом підготував два томи («Об'єктивність і партійність в історичній науці» та «Форми історіографії») 6-томної «Теорії історії». Створив концепцію «переломного часу» (нім. Sattelzeit, мався на увазі період з 1750 до 1850 року) та ввів до наукового обігу метаісторичні категорії «простір досвіду» та «горизонт очікування», на основі яких розвинув власну теорію соціальної історії.
Загалом Козеллек прагнув розробити духовний і філософський напрямок соціальної історії, на противагу неомарксистському та статистичному підходові, що наголошує на економічних важелях розвитку суспільства.
В останні роки життя зацікавився антропологією, займався дослідженням пам'ятників загиблим та військових цвинтарів (праця «Політичний культ мертвих» — Der politische Totenkult, 1994), а також політичною іконографією насильницької смерті (Zur politischen Ikonologie des gewaltsamen Todes, 1998).

## Праці

### Монографії
- Preußen zwischen Reform und Revolution. Allgemeines Landrecht, Verwaltung und soziale Bewegung von 1791 bis 1848. Klett-Cotta, Stuttgart 1967, ISBN 3-12-905050-7 (водночас як дисертація: Habilitationsschrift, Heidelberg 1965).
- Kritik und Krise. Eine Studie zur Pathogenese der bürgerlichen Welt. Suhrkamp, Frankfurt am Main 1973, ISBN 3-518-07636-1.
- Vergangene Zukunft. Zur Semantik geschichtlicher Zeiten. Suhrkamp, Frankfurt am Main 1979, ISBN 3-518-06410-X.
- Europa im Zeitalter der europäischen Revolutionen. Suhrkamp, Frankfurt am Main 1982, ISBN 3-596-60026-X (Fischer Weltgeschichte, Bd. 26).
- Der politische Totenkult: Kriegerdenkmäler in der Moderne. Fink, München 1994. ISBN 3-7705-2882-4.
- Goethes unzeitgemäße Geschichte. Manutius, Heidelberg 1997. ISBN 3-925678-67-0.
- Expérience de l'Histoire. Paris 1997, ISBN 2-02-031444-4.
- Zur politischen Ikonologie des gewaltsamen Todes. Ein deutsch-französischer Vergleich. Basel 1998, ISBN 3-7965-1028-0.
- Europäische Umrisse deutscher Geschichte. Zwei Essays. Manutius, Heidelberg 1999, ISBN 3-925678-86-7.
- The Practice of Conceptual History: Timing, History, Spacing Concepts. Stanford 2002, ISBN 0-8047-4022-4 (Cultural Memory in the Present).
- Zeitschichten. Studien zur Historik. Suhrkamp, Frankfurt am Main 2003, ISBN 3-518-29256-0.
- Begriffsgeschichten. Suhrkamp, Frankfurt am Main 2006. ISBN 3518584634.
- Vom Sinn und Unsinn der Geschichte. Aufsätze und Vorträge aus vier Jahrzehnten. Hrsg. von Carsten Dutt, Berlin 2010, ISBN 978-3-518-58539-9.

### Спільні проекти
- Geschichte. Ereignis und Erzählung. Hrsg. von Reinhart Koselleck und Wolf-Dieter Stempel. München 1973 (Poetik und Hermeneutik 5).
- Theorie der Geschichte. Beiträge zur Historik, DTV, FaM 1977ff. Mitherausgeber von zwei Teilbänden: — Band 1 (1977), Objektivität und Parteilichkeit in der Geschichtswissenschaft, ISBN 3-423-04281-8, gemeinsam mit Wolfgang J. Mommsen und Jörn Rüsen; Band 4 (1982), Formen der Geschichtsschreibung, ISBN 3-423-04389-X, gemeinsam mit Jörn Rüsen und Heinrich Lutz.
- Hayden White: Auch Klio dichtet oder Die Fiktion des Faktischen. Studien zur Tropologie des historischen Diskurses. Stuttgart 1991. ISBN 3-608-95806-1 (Einführung von Reinhart Koselleck — передмова Козеллека)
- Epochenschwelle und Epochenbewusstsein. Hrsg. von Reinhart Herzog und Reinhart Koselleck. München 1997, ISBN 3-7705-2390-3 (Poetik und Hermeneutik 12).
- Niedergang. Studien zu einem geschichtlichen Thema. Stuttgart 1999. ISBN 3-12-912440-3 (zusammen mit Paul Widmer)
- Geschichtliche Grundbegriffe. Historisches Lexikon zur politisch sozialen Sprache 8 Bde. Stuttgart 2004. ISBN 3-608-91500-1 (zusammen mit Werner Conze und Otto Brunner)
- Hermeneutik und Historik. o.J. o.O. ISBN 3-8253-3932-7 (zusammen mit Hans-Georg Gadamer)

## Українські переклади
- Козеллек Рейнгарт. Сучасність та плани Історичності // Пер. В. Злобіна / Р. Рорті. Р. Козеллек. — К.: Український філософський фонд, 1998. — С. 38-57. — ISBN 966-7321-30-4.
- Минуле майбутнє. Про семантику історичного часу. Пер. з нім. — К.: «Дух і літера», 2005. — 380 с. Мова укр. — Обкл. м'яка — Форм. 60х84/16 — ISBN 966-7888-94-0 Анотація видавництва
- Часові пласти. Дослідження з теорії історії. Пер. з нім. Володимира Шведа — К.: Дух і літера, 2006. — 429 с. Мова укр. — Обкл. м'яка — Форм. 60х84/16 — ISBN 966-378-028-2 Анотація видавництва

## Джерело
- Стаття С. П. Стельмаха про Райнгарта Козеллека в «Енциклопедії історії України»